# Юинта (окръг, Уайоминг)
Вижте пояснителната страница за други значения на Юинта.
Окръг Юинта (на английски: Uinta County) е окръг в щата Уайоминг, Съединени американски щати. Площта му е 5408 km², а населението – 20 773 души (2016). Административен център е град Иванстън.